# Budova Říšského sněmu v Berlíně

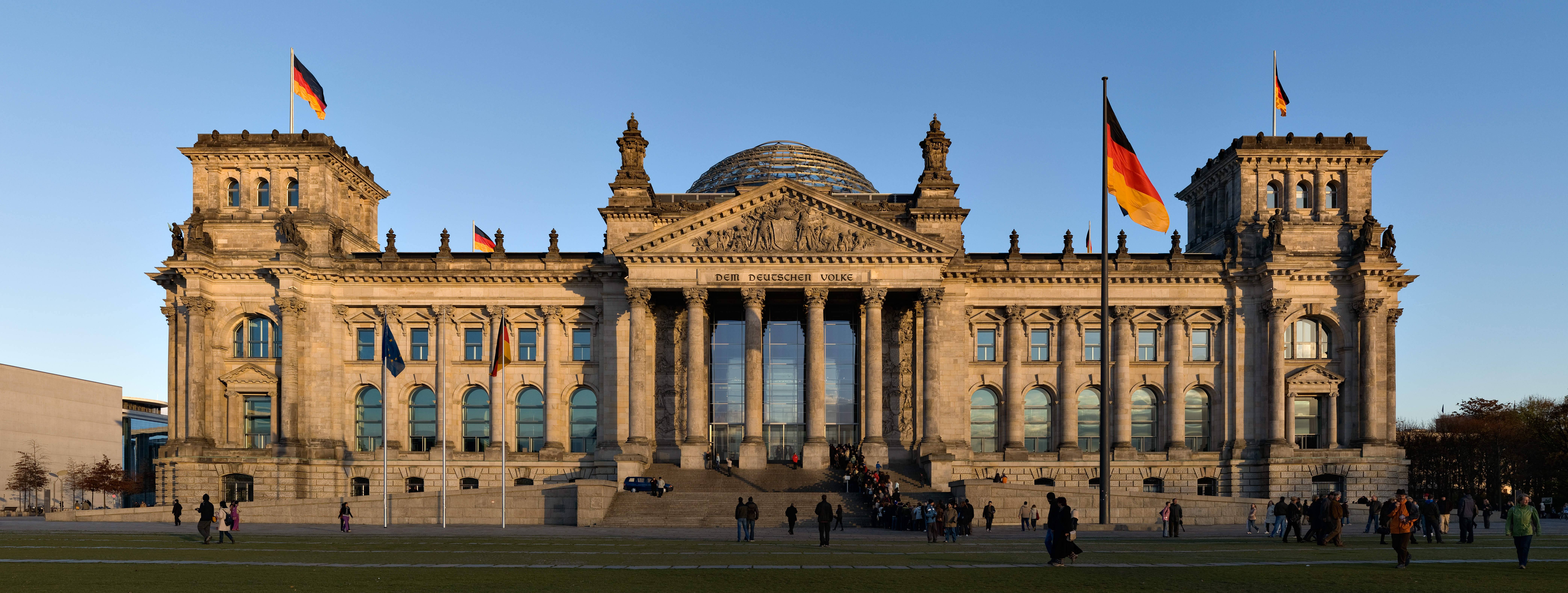
Zrekonstruovaná budova Reichstagu za soumraku

Budova Říšského sněmu v Berlíně byla vystavěna jako sídlo Reichstagu, původního parlamentu Německé říše. V současné době se v budově nachází sídlo německého spolkového sněmu a od roku 1994 se zde koná každých pět let Spolkové shromáždění, které volí prezidenta Spolkové republiky Německo. Novorenesanční budova byla postavena v letech 1884–1894 podle projektu architekta Paula Wallota. Budova byla původně otevřena v roce 1894 a sloužila do roku 1933, kdy byla úmyslně zapálena, za což byl obviněn nizozemský komunista Marinem van der Lubbe. Tato událost je známá jako požár Říšského sněmu. Budova byla dále poničena sovětskými vojsky během bitvy o Berlín v roce 1945.
Po rozdělení Německa se budova ocitla na území Západního Berlína velmi blízko hranice. O její opravě bylo rozhodnuto až v roce 1956. Provedena byla v letech 1961–1964. V době studené války byla budova používána pouze pro reprezentační setkání a výstavu o dějinách Německa. Po rozhodnutí navrátit sídlo Spolkového sněmu do Berlína byla v roce 1992 vypsána architektonická soutěž na rekonstrukci budovy, kterou vyhrál britský architekt Norman Foster. Vlastní rekonstrukce proběhla v letech 1995–1999 a bývá považována za úspěšnou. Největší vizuální změnou je nová kupole, sloužící zároveň jako vyhlídka.

## Kopule
Dodatečně vybudovaná skleněná kopule na budově Reichstagu se stala symbolem Berlína a je velmi vyhledávanou turistickou atrakcí. Vstup do Reichstagu a kupole je zdarma, avšak návštěvník se musí předem registrovat a poté projít bezpečnostní kontrolou. Po této kontrole je návštěvník přepraven pomocí dvou výtahů na střechu Reichstagu, která je položena ve výšce 24 metrů. Na střeše je možné si vypůjčit audioprůvodce, který provede návštěvníka po kopuli Reichstagu (čeština není v audioprůvodci zahrnuta). Ve středu střechy se nachází nově vybudovaná skleněná kupole, která měří v průměru 38 metrů, dosahuje výšky 23,5 metru a váží 1200 tun. Její ocelová konstrukce se skládá z 24 kolmých žeber, které mají od sebe rozestup 15 stupňů a ze 17 vodorovných kruhů s rozestupem 1,65 metrů. Celá tato konstrukce je pokryta 3 000 m² skla. Na vnitřní straně kupole se vinou dvě 1,8 m široké rampy s délkou 230 metrů, které slouží jako chodníky pro návštěvníky a vedou na vyhlídkovou platformu, jež se nalézá ve výšce 40 metrů nad zemí. Vrchol celé kupole se nalézá ve výšce 47 metrů nad zemí. Ve středu kupole jsou vertikálně umístěna zrcadla, které mají přivádět denní světlo do hlavního sálu Reichstagu. V zadní části střechy se nachází malá restaurace Käfer.
Norman Foster získal zakázku na přestavbu Reichstagu se striktní podmínkou, že celá přestavba nesmí přesáhnout částku 600 mil. DM. Dne 19. dubna 1999 došlo k symbolickému předávání klíčů předsedovi Spolkového sněmu a ke konání první plenární schůze. Celá stavba byla dokončena během čtyř let dle navrženého termínu a rozpočtu. Spolkový sněm začal trvale pracovat v této budově od 7. září 1999.
Do června roku 2006 navštívilo budovu Reichstagu více než 18 milionů návštěvníků.

## Galerie

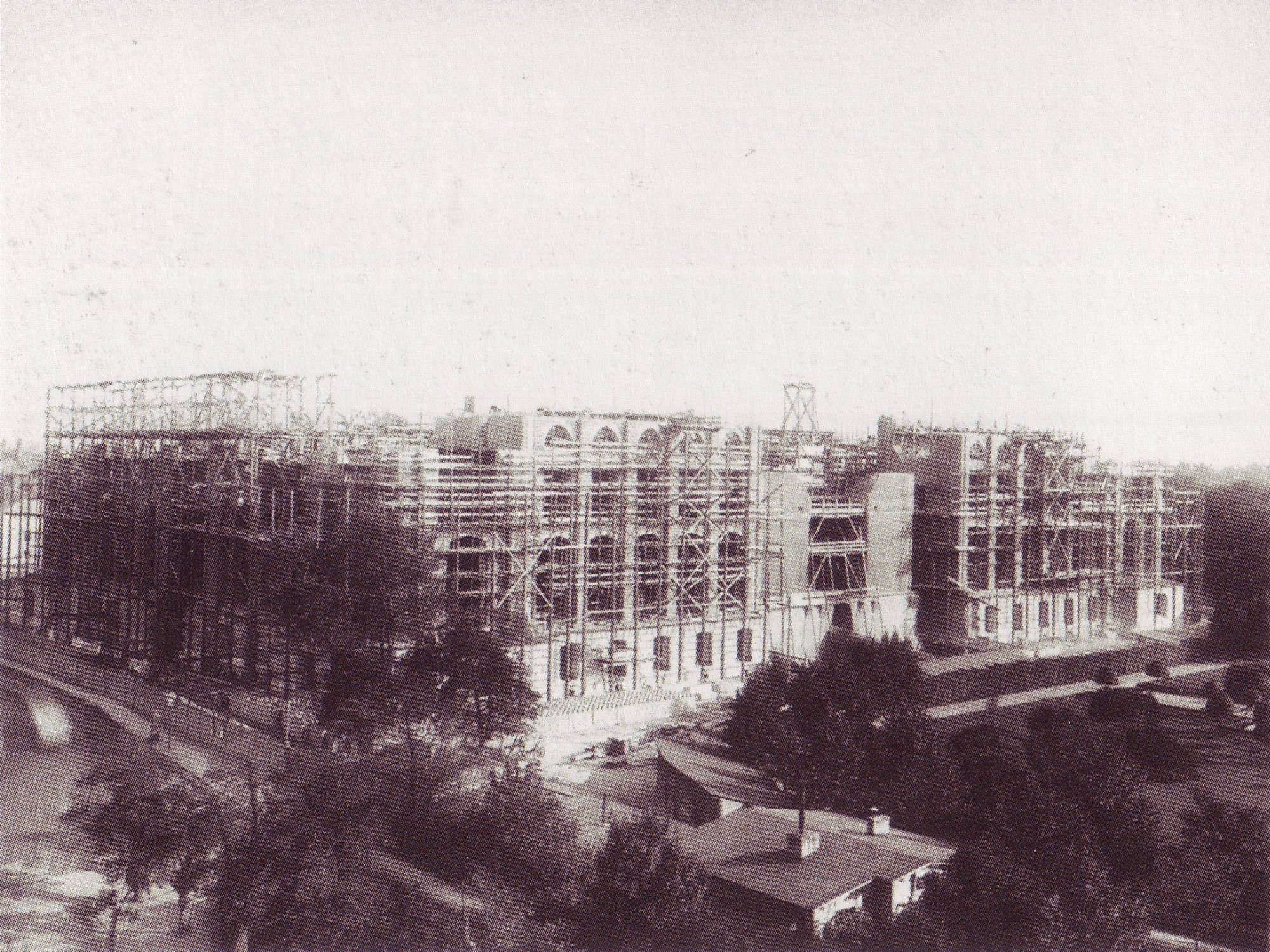
Stavba sněmu, 1888
Budova Reichstagu 3. června 1945
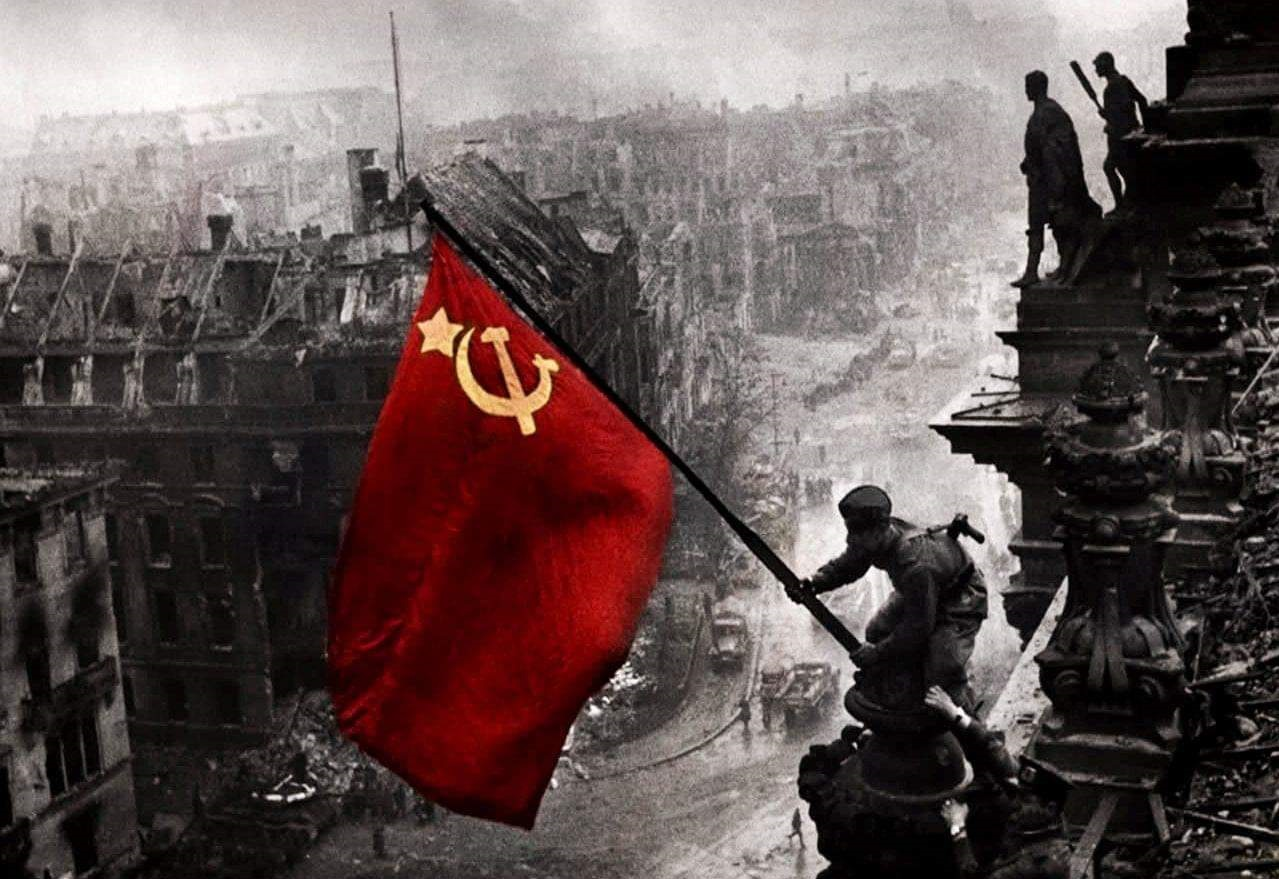
Vztyčení vlajky nad Reichstagem 1945
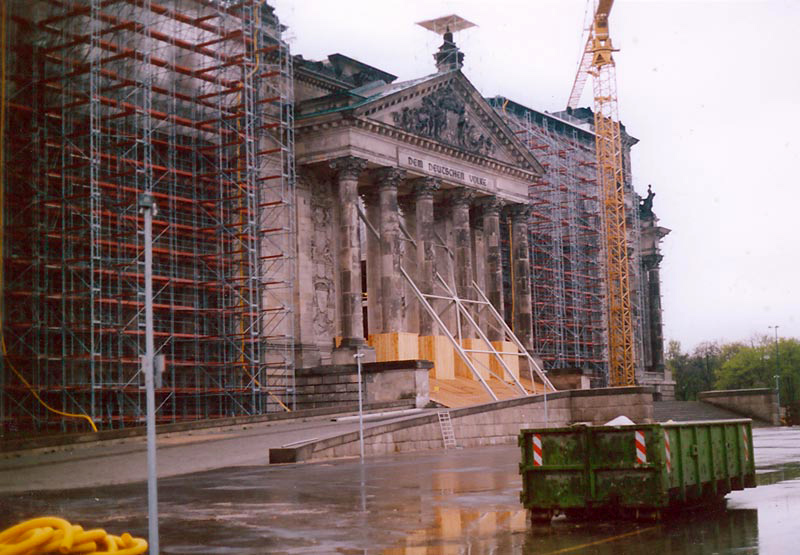
Reichstag roku 1995

## Vlajka sjednocení
O půlnoci z 2. na 3. října 1990 byla při příležitosti sjednocení Německa před západním vchodem do budovy Reichstagu vztyčena Vlajka sjednocení. V noci je tato vlajka osvětlena.